# Amstel Gold Race 1978
L'Amstel Gold Race 1978, tredicesima edizione della corsa, si svolse il 25 marzo 1978 su un percorso di 237 km da Heerlen a Meerssen. Fu vinta dall'olandese Jan Raas, che terminò i 237 chilometri del percorso in 6h 05' 03" alla media di 37,803 km/h, davanti all’italiano Francesco Moser e al connazionale Joop Zoetemelk.

## Ordine d'arrivo (Top 10)
| Pos. | Corridore        | Squadra        | Tempo    |
| ---- | ---------------- | -------------- | -------- |
| 1    | Jan Raas         | TI-Raleigh     | 6h05'03" |
| 2    | Francesco Moser  | Sanson         | a 1'16"  |
| 3    | Joop Zoetemelk   | Miko-Mercier   | s.t.     |
| 4    | Freddy Maertens  | Flandria-Velda | s.t.     |
| 5    | Hennie Kuiper    | TI-Raleigh     | s.t.     |
| 6    | Gerrie Knetemann | TI-Raleigh     | a 4'02"  |
| 7    | Gregor Braun     | Peugeot-Esso   | s.t.     |
| 8    | Leo van Vliet    | Miko-Mercier   | a 4'36"  |
| 9    | Dietrich Thurau  | IJsboerke-Gios | a 5'04"  |
| 10   | Bernard Bourreau | Peugeot-Esso   | s.t.     |